# Doenkade

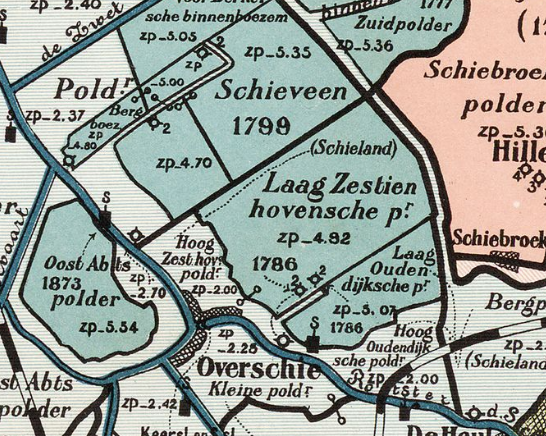
De Doenkade ligt tussen polder Schieveen en Laag Zestienhoven

De Doenkade of Lansingh vormt de landscheiding tussen de (voormalige) hoogheemraadschappen van Schieland en Delfland in de Nederlandse provincie Zuid-Holland. Op de kade ligt de N209. Deze weg wordt omgebouwd tot de snelweg A16 Rotterdam. De Doenkade was oorspronkelijk een lage veendijk. Langs de kade kwamen door vervening ontstane veenplassen te liggen die in de achttiende eeuw werden ingepolderd en drooggemalen. 
De kade heeft sinds 1282 een juridische betekenis als grens tussen twee hoogheemraadschappen. In dezelfde eeuw kreeg hij ook een
waterhuishoudkundige functie. Een verkeersfunctie heeft de veenkade sinds 1787.
De Doenkade sloot mogelijk aan op de oudste dam in de Schie, net ten noorden van Overschie.